# Speziallager
Onder de naam Speziallager zijn de interneringskampen bekend geworden die de Sovjet-Unie in de periode 1945-1950 in het gebied van de Sovjet-bezettingszone van Duitsland (SBZ) had ingericht.
Zoals ook in de andere bezettingszones van Duitsland het geval was werden ook in de SBZ nationaalsocialisten gevangengezet. De schaal waarop dit in de SBZ gebeurde was echter veel groter dan in de overige bezettingszones, de omstandigheden waren slechter en er werden ook veel niet-nazi's opgesloten.
In totaal werden tien Speziallager ingericht. Speziallager Nr. 2 in Buchenwald werd in augustus 1945 ingericht op het terrein van concentratiekamp Buchenwald. Ook in Sachsenhausen werd het naziconcentratiekamp hergebruikt. De kampen werden geleid door een afdeling van de NKVD.
Volgens opgaven van de Sovjet-Unie uit 1990 zijn in de Speziallager 122.671 Duitsers gevangen geweest; naar schattingen van westelijke historici ligt het aantal tussen de 160.000 en 180.000 gevangenen. De gevangenen werden door de NKVD aan lange verhoren onderworpen die regelmatig met folter gepaard gingen. Velen werden vervolgens door militaire tribunalen via kortdurende processen (vaak niet meer dan een kwartier) veroordeeld tot dwangarbeid, waarbij 25 jaar de regulaire strafmaat was.

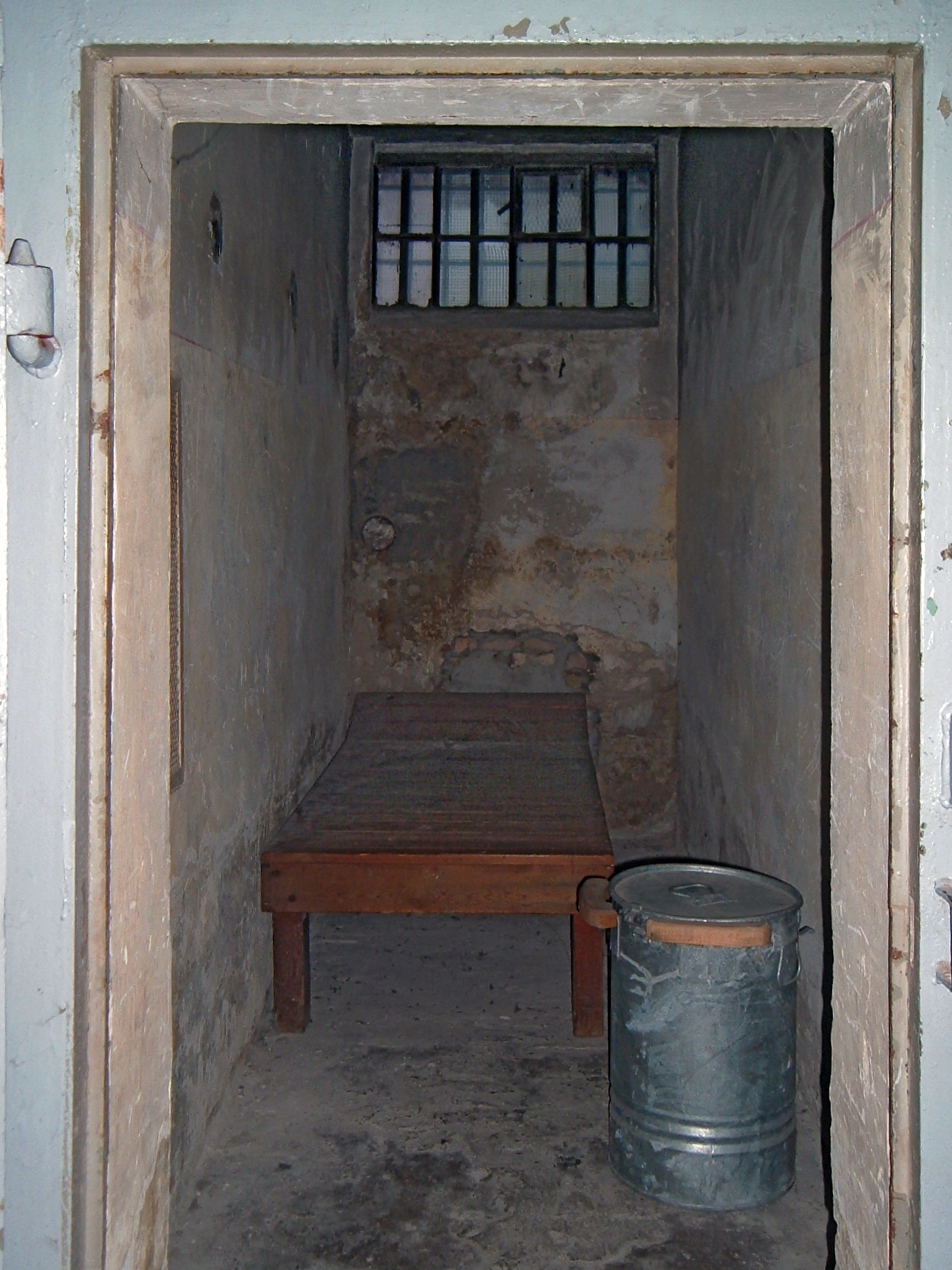
Isoleercel in Hohenschönhausen

De omstandigheden in de kampen waren zeer slecht. Volgens opgaven van de Sovjet-Unie stierven in de kampen 42.889 gevangenen, dus ongeveer één op de drie. Verder werden 12.770 naar de Sovjet-Unie gedeporteerd en werden 6680 gevangen naar krijgsgevangenenkampen afgevoerd. Andere bronnen schatten het aantal doden op 65.000.
Na de oprichting van de Duitse Democratische Republiek in 1949 werd het beheer van de kampen overgedragen aan de DDR. In 1950 werden de kampen gesloten, mede onder druk van de protesten uit het westen.

## Overzicht van de Speziallager

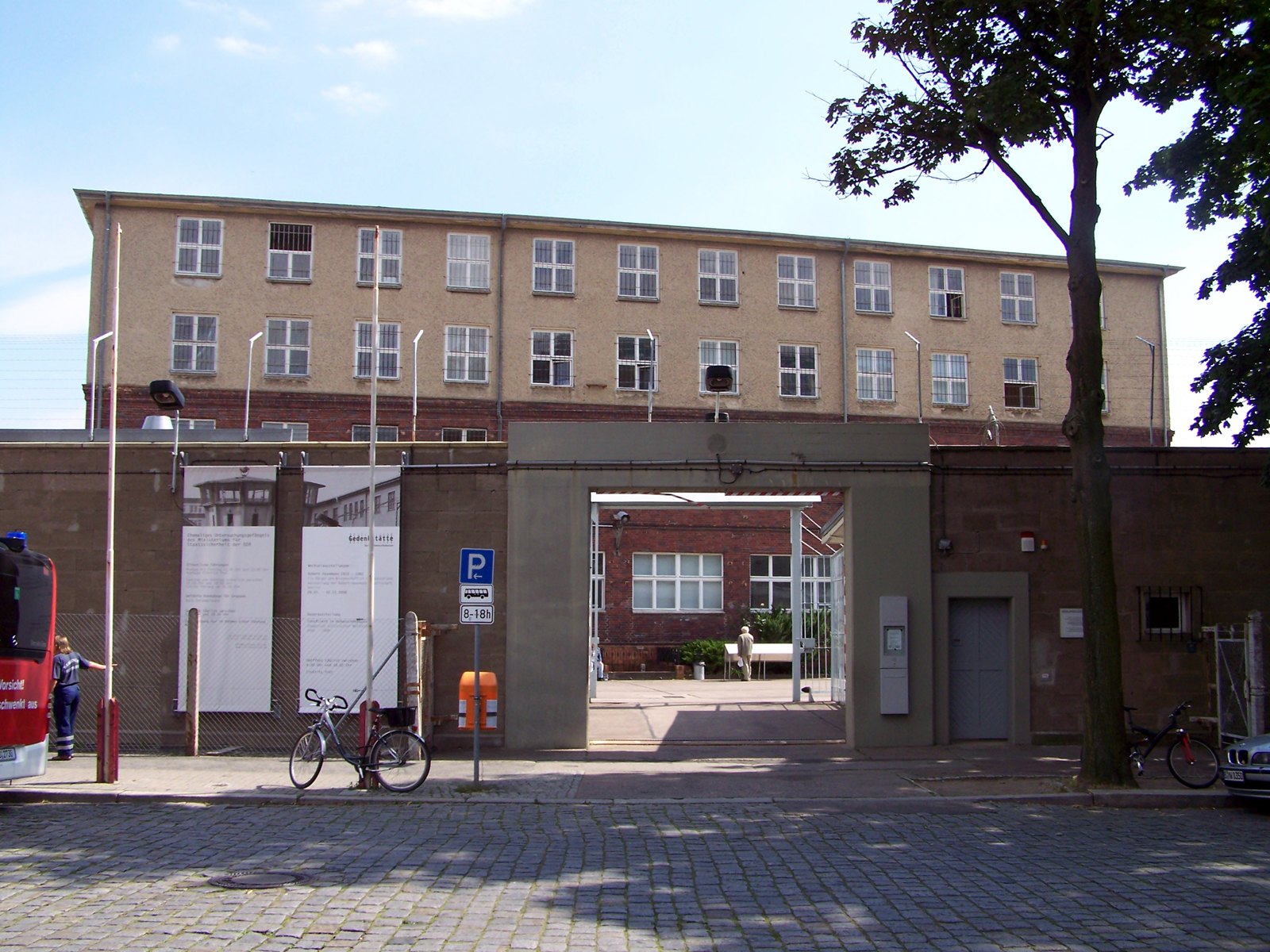
Speziallager Nr. 3 – Hohenschönhausen

De Speziallager binnen de Sovjet-bezettingszone bevonden zich in:
| Nr. | Plaats                                                      | Periode                                                                                 |
| --- | ----------------------------------------------------------- | --------------------------------------------------------------------------------------- |
| 1   | Mühlberg                                                    | september 1945 - oktober 1948                                                           |
| 2   | Buchenwald (op het terrein van het naziconcentratiekamp)    | augustus 1945 - februari 1950                                                           |
| 3   | Hohenschönhausen                                            | mei 1945 - oktober 1946; later ook bekend als Arbeitslager X bij de Stasi               |
| 4   | Bautzen                                                     | mei 1945 - februari 1950 (vanaf 1948 nr. 3)                                             |
| 5   | Ketschendorf                                                | april 1945 - februari 1947                                                              |
| 6   | Jamlitz                                                     | september 1945 - april 1947 (daarvoor van mei 1945 tot augustus 1945 in Frankfurt/Oder) |
| 7   | Weesow                                                      | mei 1945 - augustus 1945, toen verhuisd naar Sachsenhausen                              |
| 7   | Sachsenhausen (op het terrein van het naziconcentratiekamp) | augustus 1945 - maart 1950                                                              |
| 8   | Torgau (Fort Zinna)                                         | augustus 1945 - maart 1947                                                              |
| 9   | Fünfeichen                                                  | april 1945 - oktober 1948                                                               |
| 10  | Torgau (Seydlitz-kazerne)                                   | mei 1946 - oktober 1948                                                                 |

In Landsberg (Warthe), dat na de oorlog aan Polen werd toegewezen, was ook een Speziallager (Nr. 4 volgens de telling in Polen) gevestigd. Ook in dit kamp werden Duitsers gevangen gehouden.